# Clube de Regatas Guará
El Clube de Regatas Guará és un club de futbol brasiler de la ciutat de Guará al Districte Federal del Brasil. Guará és una ciutat satèl·lit situada a l'oest de la capital Brasília.

## Història
El club va ser fundat el 9 de gener de 1967, per treballadors del Departament de Topografia Humana. Oswaldo Cruz Viera, un dels fundadors, en fou primer president. El club aturà la seva activitat futbolística als anys 1960, però durant els anys 1970, després de fusionar-se amb els clubs locals Humaitá i Corinthians, emprengueren de nou la secció de futbol. Fou campió estatal l'any 1996 i jugà a la Série A el 1979.

## Palmarès
- Campionat brasiliense: 
  - 1996

- Torneio Centro-Oeste: 
  - 1984

## Estadi
El CR Guará juga a l'Estadi Antônio Otoni Filho, anomenat CAVE. Té unapacitat per a 7.000 persones.